# 新生駅 (北海道)

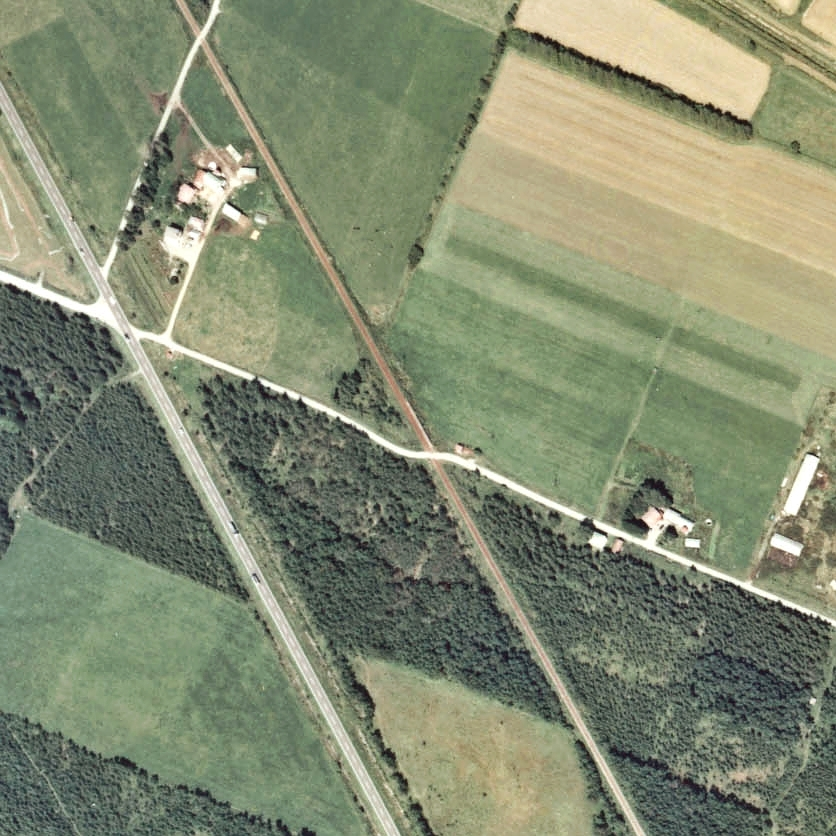
1977年の新生駅と周囲約500m範囲。下が広尾方面。

新生駅（しんせいえき）は、北海道（十勝支庁）広尾郡広尾町字野塚にかつて存在した、日本国有鉄道（国鉄）広尾線の駅（廃駅）である。事務管理コードは▲111515。

## 歴史
- 1960年（昭和35年）4月15日 - 国有鉄道（国鉄）広尾線の新生駅として、野塚駅 - 広尾駅間に新設[3]。請願駅[4]。気動車の旅客のみ取り扱い[1]の駅員無配置駅[5]。
- 1987年（昭和62年）2月2日 - 広尾線の全線廃止に伴い、廃駅となる[1]。

### 駅名の由来
開業前年の1959年（昭和34年）に当地にあった「南野塚」「東野塚」の2集落が合併し、新しく生まれた集落であることから「新生」と名付けられたことに由来する。

## 駅構造
廃止時点で、1面1線の単式ホームを有する地上駅であった。ホームは、線路の南東側（広尾方面に向かって左手側）に存在した。転轍機を持たない棒線駅となっていた。
開業時からの無人駅で駅舎は無かったが、ホーム南側の出入口附近に待合所を有した。そのほか、別棟にトイレと自転車置き場を有した。

## 利用状況
1981年度（昭和56年度）の1日当たりの乗降客数は4人。

## 駅周辺
- 国道336号
- シーサイドパーク広尾 - 駅より南東に2km[4]。水族館、キャンプ場、レストハウスなどがある。
- 十勝バス「新生」停留所

## 駅跡
2011年（平成23年）時点では草むした路肩下に待合所、トイレ、自転車置き場の3棟ともに劣化しながらも残存していた。待合所は出入口の建具は倒壊していたが、中にはベンチも残存していた。

## 隣の駅
日本国有鉄道
広尾線
野塚駅 - 新生駅 - 広尾駅